# Parantica shelfordi
Parantica shelfordi är en fjärilsart som beskrevs av Hans Fruhstorfer 1905. Parantica shelfordi ingår i släktet Parantica och familjen praktfjärilar. Inga underarter finns listade i Catalogue of Life.